# VTEC

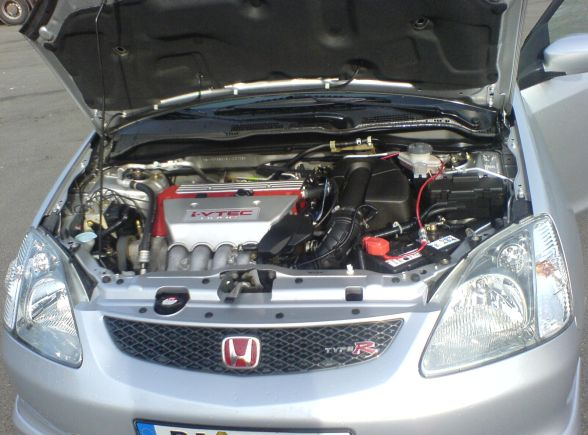
I-VTEC引擎

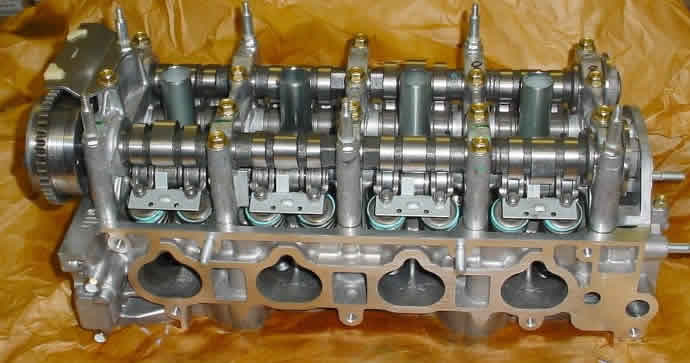
I-VTEC引擎的汽缸頭可看出多段式搖臂

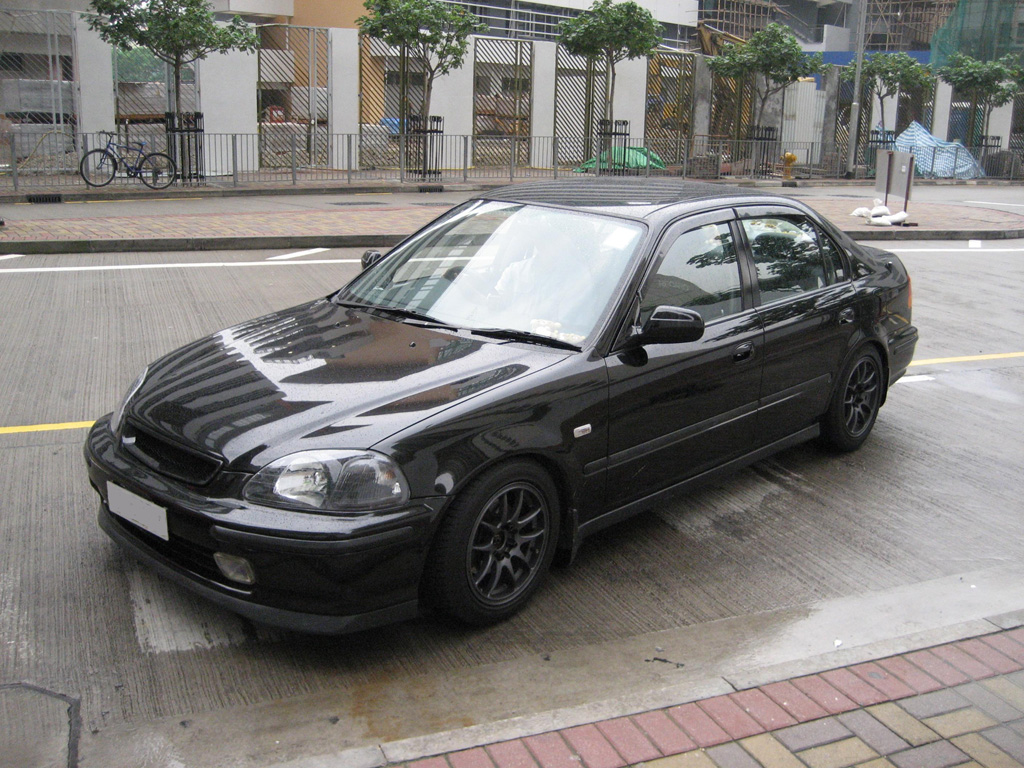
本田Civic的EK3，用VTEC-E技術

VTEC（日文發音：ブイテック、英文全稱：Variable valve Timing and lift Electronic Control system）乃日本本田技研工業所開發的「可變氣門正時與揚程的電子控制系統」，英文簡稱VTEC。

## 概要
一般引擎的設計，凸輪軸是直接控制氣門的；而在搭載VTEC的雙凸輪軸（DOHC）引擎中，控制進氣氣門的凸輪軸有兩組不同角度的凸輪，凸輪軸不直接控制汽門，而是透過一多段式搖臂來推動汽門，此搖臂內有二個受油壓控制的插銷（上面的插銷分為二段；下面的則分成三段），經由此二個插銷的移動可控制此搖臂是分成多段移動還是整個移動，在低轉速時讓較大角度凸輪對應的搖臂空轉，以較小角度的凸輪推動氣門，當轉速到達設定的臨界點，插銷移動，以固定整個搖臂，讓較大角度的凸輪推動整個搖臂，而較小角度的凸輪會因碰不到搖臂而空轉，以達到兩段式控制氣門正時和揚程的目的。
而在低轉速時使用角度較小的的凸輪，得到較小的氣門重疊角、揚程，轉速拉高時轉換成角度較大的凸輪，得到較大的氣門重疊角、揚程，為的就要在日常行車使用較低轉速時有較高的扭力，較低的油耗，在需要加速性而使用較高的轉速時，擁有較佳的馬力，以滿足消費者錢包和性能兼得的需求。
VTEC第一次被Honda使用，是於1989年搭載在Civic四代B16A（前身是ZC）上的VTEC系統，在自然進氣（N/A）加DOHC的條件下，一公升的排氣量產生超過100ps的馬力，1.6公升的B16A擁有170ps的馬力。這具引擎被搭載於Civic四代SiR。
而後，Honda也開發出以VTEC為基礎的新世代引擎。如搭載於Civic六代TypeR的B16B引擎（1.6公升ˋ185ps）ˋIntegra DC2的B18C
引擎（1.8公升ˋ200ps）ˋS2000的F20C引擎（2.0公升ˋ240ps）ˋ以及Civic八代TypeR的K20A引擎（2.0公升ˋ220ps）。而他們也都是擁有每公升破百馬力的引擎。
後來VTEC不止使用在DOHC的引擎上，在1991年VTEC也被Honda使用在單凸輪軸（SOHC）的引擎上。
VTEC的發明，（根據Honda的宣傳）是因為有一天VTEC的發明者和朋友去居酒屋喝酒的時候，看到老闆在轉雞肉丸子串燒而受到啟發，因而發明出來的。

## 外部連結
- 本田・VTEC講解 (日文版)